# Государственное графическое собрание (Мюнхен)
Государственное графическое собрание (нем. Staatliche Graphische Sammlung) в Мюнхене считается одним из наиболее крупных мировых собраний графики и вместе с гравюрными кабинетами Берлина и Дрездена относится к самым большим музейным учреждениям такого рода в Германии. Его фонды включают в себя более 400 тысяч листов разных периодов развития искусства рисунка и печатной графики, начиная с XV в. и до наших дней.

## История
Основу Собрания составляют основанные в 1758 г. Гравюрный кабинет и Кабинет рисунков курфюрста Карла Теодора Пфальцского в маннгеймском дворце. С приближением французской армии в 1794 году коллекция была вывезена в Мюнхен. Собрание значительно увеличилось в ходе секуляризации 1803 г. Впервые коллекция в качестве Гравюрного кабинета была показана общественности в помещениях Старой пинакотеки в 1839 году. В 1874 году кабинет получил статус самостоятельного музея, а в 1905 году он был переименован в «Королевское графическое собрание». В 1917 году Собрание переехало в здание Новой пинакотеки, где и хранилось вплоть до 1944 года. После того, как это здание было разрушено, пострадавшая коллекция графики была временно размещена под новым названием «Государственное графическое собрание» в Административном здании НСДАП — мюнхенском Доме институтов культуры, где и хранится до настоящего времени. Запланированный на 2005 г. переезд в новое здание отложен на неопределённое время. В 2002 году в открывшем свои двери новом здании Пинакотеки современности Графическому собранию были предоставлены собственные выставочные залы.

## Коллекция
В Графическое собрание входят 350 тысяч листов печатной графики и 45 тысяч рисунков, авторами которых являются следующие художники:
Братья Азам; Георг Базелиц; Макс Бекман; Йозеф Бойс; Сальвадор Дали; Отто Дикс; Альбрехт Дюрер; Макс Эрнст; Ансельм Фейербах; Каспар Давид Фридрих; Винсент ван Гог; Эль Греко; Маттиас Грюневальд; Олаф Гульбранссон; Игнас Гюнтер; Йорг Иммендорфф; Василий Кандинский; Пауль Клее; Густав Климт; Кете Кольвиц; Рой Лихтенштейн; Макс Либерман; Рене Магритт; Эдуард Мане; Андреа Мантенья; Франц Марк; Анри Матисс; Микеланджело; Эдвард Мунк; Эмиль Нольде; Альберт Элен; Клаэс Ольденбург; Пабло Пикассо; Рембрандт; Питер Пауль Рубенс; Карл Шпицвег; Леонардо да Винчи; Энди Уорхол.

## Отделы
Графическое собрание подразделяется на пять основных отделов:
- Искусство XIX в.
- Искусство XX в.
- Искусство Германии
- Искусство Нидерландов
- Искусство Италии